# 중앙대로 (대구)
중앙대로(中央大路)는 대구광역시 남구 대명동 주한 미군 캠프 워커와 북구 침산동 경북도청 교차로를 잇는 대구광역시의 도로이다. 과거 남문로(영대병원네거리 ~ 반월당네거리), 중앙로(반월당네거리 ~ 대구역네거리), 통일로(대구역네거리 ~ 경상북도청)로 각각 나뉘어 있었다가, 도로명 주소 사업을 통하여 2004년 중앙대로로 통합되었다.

## 주요 경유지
대구광역시
- 남구 - 중구 - 북구

## 노선
- 전 구간 대구광역시도 제61호선에 속한다.
- 시내권에서 교통량이 평일 출퇴근 사이에 정체 구간의 경우도 있다.

| 이름                     | 접속 노선                                          | 소재지     | 소재지 | 비고 |
| ------------------------ | -------------------------------------------------- | ---------- | ------ | ---- |
| 캠프 워커                |                                                    | 대구광역시 | 남구   |      |
| 영대병원네거리           | 대구광역시도 제34호선 (대명로) (봉덕로) 명덕시장길 | 대구광역시 | 남구   |      |
| 영대병원 교차로          | 중앙대로31길 중앙대로32길                          | 대구광역시 | 남구   |      |
| 교대역 (대구교육대학교)  |                                                    | 대구광역시 | 남구   |      |
| 대구교대 교차로          | 명덕로40길                                         | 대구광역시 | 남구   |      |
| 명덕네거리 (명덕역)      | 대구광역시도 제38호선 (명덕로)                     | 대구광역시 | 남구   |      |
| 명덕네거리 (명덕역)      | 대구광역시도 제38호선 (명덕로)                     | 대구광역시 | 중구   |      |
| 남문시장 교차로          | 명륜로                                             | 대구광역시 |        |      |
| 반월당 교차로 (반월당역) | 대구광역시도 제40호선 (달구벌대로)                 | 대구광역시 |        |      |
| 중앙네거리 (중앙로역)    | 대구광역시도 제50호선 (국채보상로)                 | 대구광역시 |        |      |
| 대구역네거리             | 대구광역시도 제54호선 (태평로)                     | 대구광역시 |        |      |
| 대구역지하차도           |                                                    | 대구광역시 |        |      |
| 북구                     |                                                    | 대구광역시 |        |      |
| 대구역북편 교차로        | 대구광역시도 제56호선 (칠성남로)                   | 대구광역시 |        |      |
| (칠성동2가)              | 칠성로                                             | 대구광역시 |        |      |
| 홈플러스 대구점          | 호암로                                             | 대구광역시 |        |      |
| 동침산네거리             | 대구광역시도 제71호선 (침산남로)                   | 대구광역시 |        |      |
| (도청교지하차도)         | 대구광역시도 제11호선 (신천대로)                   | 대구광역시 |        |      |
| 도청교                   |                                                    | 대구광역시 |        |      |
| 경북도청 교차로          | 연암로                                             | 대구광역시 |        |      |

## 주요 건물 및 시설
- 대구고등학교 (대구광역시 남구 중앙대로 171)
- 교대역 (대구광역시 남구 중앙대로 지하194)
- 남대구우체국 (대구광역시 남구 중앙대로 200)
- 대구교육대학교 (대구광역시 남구 중앙대로 219)
- 대구남산동우체국 (대구광역시 중구 중앙대로 265)
- 경북여자고등학교 (대구광역시 중구 중앙대로 288)
- 중앙파출소 (대구광역시 중구 중앙대로 382)
- 아카데미극장 (대구광역시 중구 중앙대로 412)
- 중앙로역 (대구광역시 중구 중앙대로 424)
- 향촌문화관 (대구광역시 중구 중앙대로 449)
- 한국영상박물관 (대구광역시 중구 중앙대로 456-8)
- 홈플러스 대구점 (대구광역시 북구 중앙대로 543)
- 대구CBS (대구광역시 북구 중앙대로 612)